# Chas Gerretsen

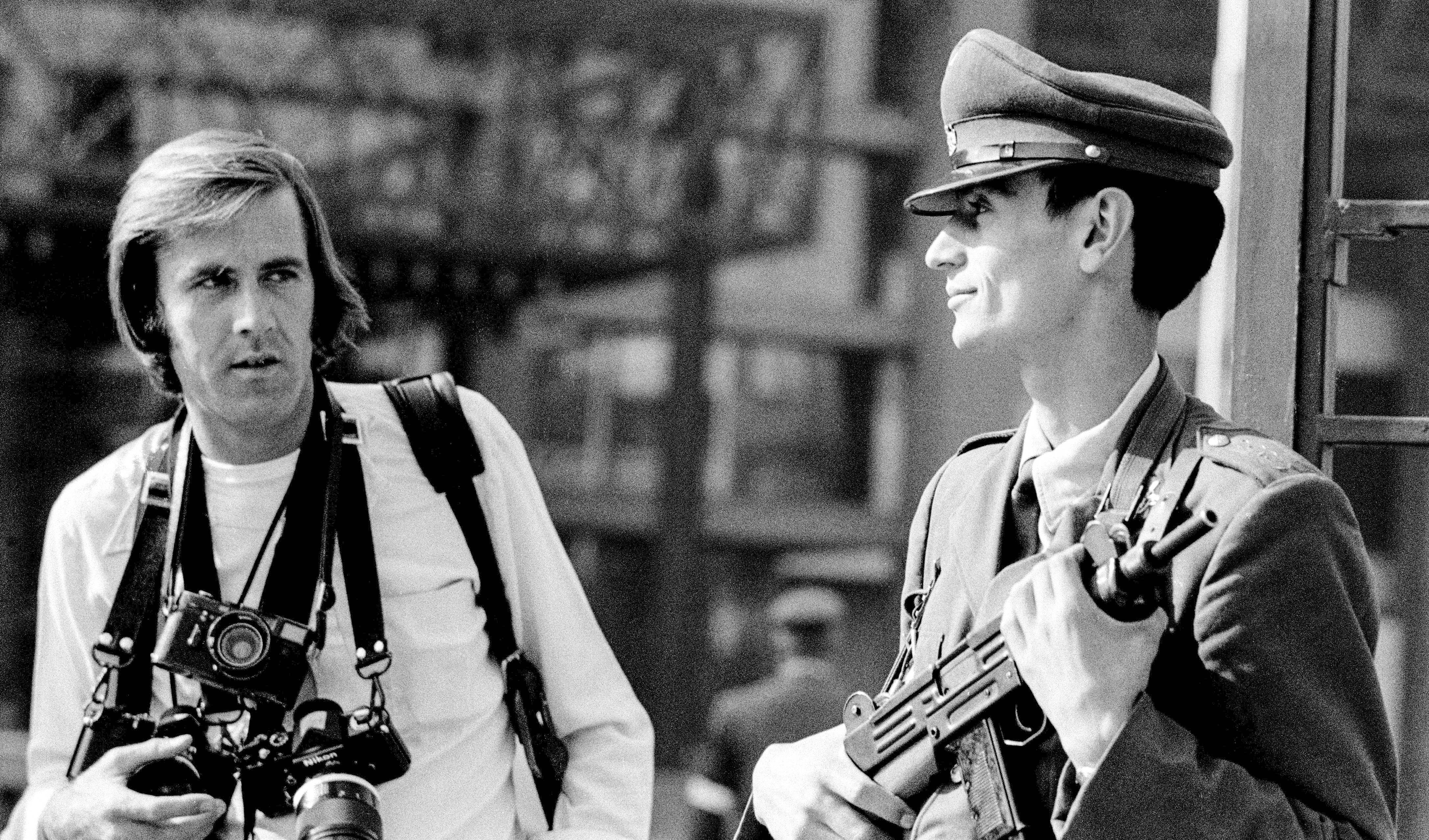
Chas Gerretsen & Caribinero Gegenseitiges Misstrauen, Santiago, Chile

Chas Gerretsen (* 22. Juli 1943 in Groningen, Niederlande) ist ein niederländischer Fotojournalist und Werbefotograf.

## Leben
Gerretsen verließ im Alter von 16 Jahren seine Heimat, um zwei Jahre lang durch Europa zu reisen. 1961 emigrierte er nach Australien und 1963 von dort aus in die USA.

## Werk
1968 besuchte Chas zum ersten Mal Vietnam, er überschritt die Grenze von Kambodscha bei Go Dau Ha. Zwischen 1968 und 1972 war Chas Kriegsfotograf in Südvietnam, Kambodscha und Laos. Gleich am Anfang lernte Chas dabei den US-amerikanischen Fotojournalisten Dana Stone kennen, der durch seine Arbeit für CBS im Vietnamkrieg bekannt geworden ist. Chas arbeitete in dieser Zeit als Freier Mitarbeiter für Medien wie ABC, Newsweek und United Press International.

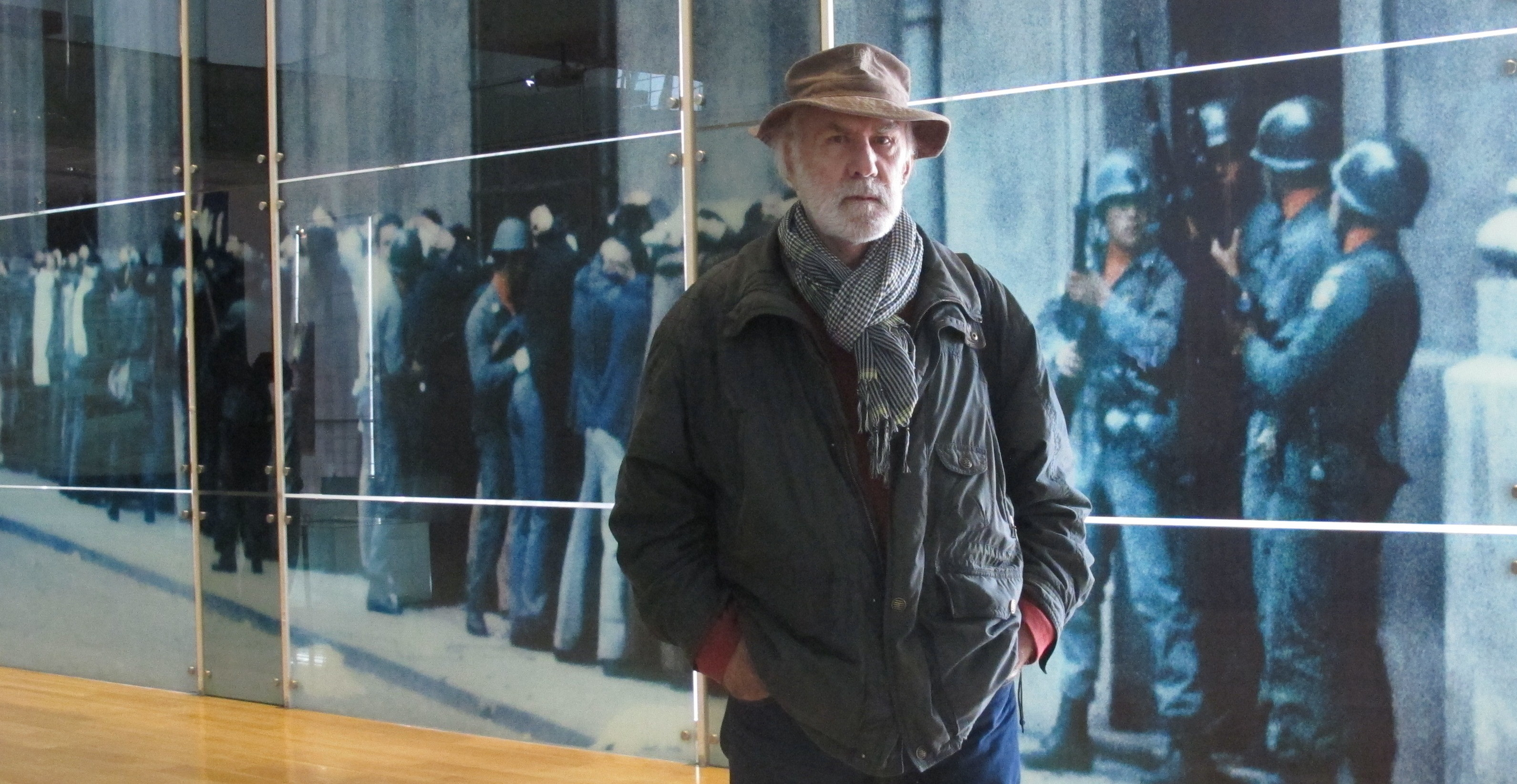
Chas Gerretsen vor einem seiner bekanntesten Fotos des Chilenischen Putsches 1973. Die Niederländische Regierung spendete 2010 drei große in Glas geätzte Bilder an das Museo de la Memoria y los Derechos Humanos in Santiago, Chile.

 Gerretsen wurde international bekannt durch seine Fotos des Militärputsches in Chile am 11. September 1973. Berühmt wurde sein Porträt des Diktators Augusto Pinochet, den er wenige Wochen nach dessen Putsch fotografierte. Es gilt als die Verkörperung des südamerikanischen Diktators schlechthin. Chas nahm das Bild bei der Segnung Pinochets durch einen katholischen Priester in einer Kirche in Santiago auf. 1974 wurde er zusammen mit David Burnett und Raymond Depardon für Reportagen über den Putsch in Chile 1973 mit der Robert Capa Gold Medal ausgezeichnet.
Von 1975 bis 1989 lebte er in Los Angeles, wo er die Fotoagentur Mega Prod. Inc. gründete. 1976 arbeitete er bei Francis Ford Coppolas Apocalypse Now (1979) als Standfotograf. Er wirkte ebenfalls bei der aus dem Jahr 1984 stammenden US-amerikanischen Filmkomödie Auf der Jagd nach dem grünen Diamanten mit.
Nachdem er 1979 die französische Fotoagentur Gamma verlassen hatte, stellte Gerretsen fest, dass über 80.000 seiner Foto-Negative und Dias fehlten, darunter viele aus Chile. Mittlerweile ist der Rest seines Werkes im Archiv des Nederlands Fotomuseum (Niederländisches Fotomuseum) aufbewahrt.

## Publikationen
- 2021"Apocalypse Now. The Lost Photo Archive"  ISBN 978-3-7913-8808-3.[6] Herausgeber: Prestel Verlag, München 2021; https://www.penguin.de/autoren/chas-gerretsen/724244
- 2021 Autobiografie „Het wonderbaarlijke en vreemde leven van Chas Gerretsen“ (Niederländisch), ISBN 978-90-244-3447-3 Herausgeber, Boom, Amsterdam.  ‘Das wunderbare und seltsame Leben von Chas Gerretsen,’ wurde ursprünglich auf Englisch geschrieben („The marvelous and strange life of Chas Gerretsen“) und 2020 ins Niederländische übersetzt, die Biografie wurde noch nicht auf Englisch veröffentlicht.
- 2021 „In de Hoofdrol Chas Gerretsen,“ Niederländisch; ('Chas Gerretsen in der Hauptrolle') Katalog zur gleichnamigen Ausstellung im Nederlands Fotomuseum; Autoren: Iris Sikking, Chas Gerretsen, Birgit Donker, Hedy van Erp, Markha Valenta, Wilco Versteeg, ISBN 978-94-6226-409-0 Herausgeber: Lecturis 2021 https://lecturis.nl/en/?s=chas+gerretsen
- 2021 “Starring Chas Gerretsen,” Englischsprachiger Katalog zur gleichnamigen Ausstellung. Dieses Buch wurde anlässlich der ersten Retrospektive des Fotografen Chas Gerretsen veröffentlicht und zeigt alle Fotografien der Ausstellung im Nederlands Fotomuseum zusammen mit Archivmaterial. Gerretsen, der schon in jungen Jahren eine Vorliebe für Abenteuer zeigte, arbeitete als Kriegsfotograf in Vietnam und war während des chilenischen Staatsstreichs 1973 vor Ort. Später ließ er sich in Hollywood nieder, wo er zahlreiche Berühmtheiten fotografierte und auch am Set von Francis Coppolas „Apocalypse Now“ zugegen war. Mit einem Essay der Kuratorin Iris Sikking, die Tausende von Bildern durchforstet hat, um eine Auswahl zu treffen, die Gerretsens facettenreiche Karriere genau widerspiegelt. Autoren: Iris Sikking, Chas Gerretsen, Birgit Donker, Hedy van Erp, Markha Valenta, Wilco Versteeg, ISBN 978-94-6226-406-9 Herausgeber: Lecturis 2021
- 2023 „Chile The Photo Archive 1973/74“ (Englisch), ISBN 978-94-6226-484-7 Herausgeber: Lecturis, Eindhoven 2023; https://lecturis.nl/en/?s=chas+gerretsen
- 2023 „Chile. El archivo fotográfico 1973-74“ (Spanisch) Herausgeber: ISBN 978-84-19233-62-2 Herausgeber: 2023 https://editorialrm.com/producto/chile-archivo-fotografico-1973-74/ Eine visuelle Erinnerung an Chile während der politisch turbulenten Jahre 1973–74. Gerretsen fotografierte die Ereignisse in letzten Monaten der sozialistischen UP Regierung, den gewaltsamen Sturz des demokratisch gewählten Präsidenten Salvador Allende durch den Militär-Putsch am 11. September 1973. Und die Auswirkungen der Militärdiktatur unter General Augusto Pinochet.

## Auszeichnungen
- Robert Capa Gold Medal 1973;

- FELIFA Photobook Price, Buenos Aires, 2023; Gesamtsieger, Internationale Kategorie;

- Deutscher Fotobuchpreis 2024, Silber in Dokumentar Fotografie;